# Ngôi sao khoai tây
Ngôi sao khoai tây (tiếng Hàn: 감자별 2013QR3; Romaja: Gamjabyeol 2013QR3) là một phim hài kịch tình huống truyền hình Hàn Quốc. Phim được phát sóng trên tvN từ 23 tháng 9 năm 2013 đến 6 tháng 6 năm 2014 từ thứ hai đến thứ sáu  lúc 20:50 gồm 168 tập. Tại Việt Nam, phim được phát sóng trên HTV2 năm 2016 và trên AMC TV năm 2019.

## Nội dung
Một tiểu hành tinh bí ẩn vào Trái Đất năm 2013 và là nguyên nhân của những điều kì lạ bắt đầu xảy ra từ đó đặc biệt là trong gia đình họ Noh và những người hàng xóm của họ.

## Phân vai

### Gia đình họ Noh
- Lee Soon-jae vai Noh Song
- Noh Joo-hyun vai Noh Soo-dong
- Geum Bo-ra vai Wang Yoo-jung
- Go Kyung-pyo vai Noh Min-hyuk
- Choi Song-hyun vai Noh Bo-young
- Kim Jung-min vai Kim Do-sang
- Kim Dan-yool vai Kim Kyu-young
- Jung Joon-won vai Kim Kyu-ho
- Seo Ye-ji vai Noh Soo-young[3]

### Những người hàng xóm
- Ha Yeon-soo vai Na Jin-ah[4]
- Oh Young-shil vai Gil Seon-ja
- Kang Nam-gil vai Na Se-dol
- Yeo Jin-goo vai Hong Hye-sung[5][6][7]
- Jang Ki-ha vai Jang Yul
- Kim Kwang-kyu vai Đạo diễn Oh
- Julien Kang vai Julien
- Mina Fujii vai Mina Fujii
- Park Eun-ji vai Kim Ji-hyun
- Yoon Seo-hyun vai Yoon Seo-hyun
- Kim Sung-eun vai Kim Sung-eun
- Kim Sung-min  vai Kim Ui-chan
- Jung Hye-sung vai Park Seung-hee
- Park Hwi-soon vai Park Hwi-soon
- Na Seung-ho vai bạn của Min-hyuk
- Yang Joo-ho vai người quản lý văn phòng của công ty luật

### Khách mời
- Hwang Jung-eum vai Thư ký của Soo-dong(ep 1)
- Yoo In-na vai người phụ nữ tập chạy bộ, Cô gái trong mơ của Do-sang(tập 4, 6)
- Park Jung-soo vai Mi-sook (tập 7)
- Yoon Kye-sang vai bác sĩ phẫu thuật não Kye-sang (tập 9-10)
- Park Kyung-lim vai giọng khàn của Bo-young (tập 10)
- So Yoo-jin vai người giúp việc đáng ngờ (tập 11)
- Sunwoo Yong-nyeo vai em gái của Noh Song (tập 14)
- Lee Jong-suk vai Jong-suk (tập 15)[8]
- Jung Woong-in lồng tiếng của chú chó (tập 15)
- Lee Kwang-soo đạo diễn điện ảnh, tình yêu đầu của Bo-young (tập 18)[9]
- Park Ha-sun vai chủ tịch câu lạc bộ người hâm mộ củaJang Yul (tập 30)
- Jang Kiha and the Faces (tập 30)
- Seo Ji-seok vai đồng đội bóng rỗ của Noh Song (tập 38)
- Yoo Jung-hyun chủ nhiệm chương trình phỏng vấn (tập 38)
- Yoon Ki-won vai chủ phòng thu võ thuật (tập 47)
- Jeong Jun-ha vai Wang Jun-ha (tập 55)
- Na Young-seok vai người trong phòng cảnh sát (tập 66)
- Choi Eun-kyeong vai họ hàng của Do-sang (tập 68)
- Jang Hang-joon vai giáo sư (tập 69)
- Im Sung-min vợ của giáo sư (tập 69)
- Seo Shin-ae vai Seo Shin-ae (tập 79)
- Choi Hong-man vai Choi Hong-man (ep 79)
- Krystal vai Jung Soo Jung (tập 81)[10]
- Ahn Nae-sang vai nhiếp ảnh gia (tập 87)
- Gong Seo-young vai Gong Seo-young (tập 95, 98-99)
- Kim Hye-seong vai người con trai giao hàng (tập 100)[11]
- Noh Hyung-ok vai lính đào ngũ (tập 100)
- Oh Seung-eun vai mẹ của Min Ji-yeon (tập 103)
- Jang Jung-hee vai bạn cùng trường của Yoo-jung(tập 109)
- Yoon Gun vai bạn của Soo-young (tập 111)
- Yoon Yoo-sun chủ bakeshop (tập 112)
- Lee Juck vai bạn trai cũ của Seon-ja (ep 114)

## Soundtrack

### Phần 1
| STT | Nhan đề                                                                        | Thời lượng |
| --- | ------------------------------------------------------------------------------ | ---------- |
| 1.  | "감자별 2013QR3 (Potato Star 2013QR3)" (Kanto & Dindin feat. Linzy of Fiestar) |            |
| 2.  | "감자별 2013QR3 (Potato Star 2013QR3) (Inst.)"                                 |            |

### Phần 2
| STT | Nhan đề                           | Thời lượng |
| --- | --------------------------------- | ---------- |
| 1.  | "내게로 오면 돼" (Kwon Soon-kwan) |            |

### Phần 3
| STT | Nhan đề                      | Thời lượng |
| --- | ---------------------------- | ---------- |
| 1.  | "아직도 난" (Kwon Soon-kwan) |            |

## Phiên bản Việt Nam
Phim được Điền Quân Media mua bản quyền kịch bản để Việt hóa và bắt đầu phát sóng trên kênh HTV7 lúc 19h55 từ thứ 2 đến thứ 5 từ ngày 31 tháng 7 năm 2018.